# All Killer No Filler
All Killer No Filler es el primer álbum de estudio de la agrupación canadiense Sum 41, lanzado el 18 de mayo de 2001 con la colaboración de Island Records. El álbum fue disco platino, obteniendo ventas superiores al millón de copias. Las letras de las canciones tratan varios temas como la sociedad, pereza, lujuria, relaciones, etc. En uno episodio de MTV Cribs mostrando la casa de Steve, Deryck dijo que la mayor parte de las canciones de All Killer No Filler fueron escritas en el sótano de Steve.
Es la segunda vez que la canción "Summer" aparece en algún álbum de Sum 41, la primera fue en Half Hour of Power. La banda planeó poner la canción en cada uno de sus discos a modo de broma, pero desistieron de esos planes después de All Killer No Filler.

## Listado de canciones
1. «Introduction to Destruction» - 0:37
2. «Nothing on My Back» - 3:01
3. «Never Wake Up» - 0:49
4. «Fat Lip» - 2:58
5. «Rhythms» - 2:58
6. «Motivation» - 2:50
7. «In Too Deep» - 3:27
8. «Summer» - 2:49
9. «Handle This» - 3:37
10. «Crazy Amanda Bunkface» - 2:15
11. «All She's Got» - 2:21
12. «Heart Attack» - 2:49
13. «Pain for Pleasure» - 1:42
14. «Makes No Difference» - 3:11 *(UK bonus track)

Las canciones "Summer" y "Makes No Difference" pertenecieron originalmente a Half Hour of Power.
Se extrajeron como sencillos las canciones:
- Fat Lip

- In Too Deep

- Motivation

- Handle This

## Participación
- Sum 41
  - Deryck Whibley - Guitarra, Vocalista
  - Dave Baksh - Guitarra, vocalista de apoyo
  - Cone McCaslin - Bajo, vocalista de apoyo
  - Steve Jocz - Baterías, vocalista de apoyo
- Producción
  - Greig Nori - Mánager, vocalista de apoyo, guitarra
  - Jerry Finn - Productor
  - Tom Lord-Alge - Mixing
  - Jonathan Mannion - Fotografía, Diseño
  - Joe McGrath - Ingeniero
  - Sean O'Dwyer - Ingeniero
  - Robert Read - Asistente
  - Alan Sanderson - Asistente
  - Katy Teasdale - Asistente

- Datos: Q654056